# Trinectes xanthurus
Trinectes xanthurus är en fiskart som beskrevs av Walker och Bollinger 2001. Trinectes xanthurus ingår i släktet Trinectes och familjen Achiridae. IUCN kategoriserar arten globalt som livskraftig. Inga underarter finns listade i Catalogue of Life.